# Iver Bjerkestrand
Iver Bjerkestrand (Lørenskog, 7 luglio 1987) è un ex sciatore alpino norvegese.

## Biografia
Bjerkestrand ha esordito in gare riconosciute dalla FIS il 16 novembre 2002 disputando uno slalom speciale a Rjukan valido come gara FIS, non riuscendo a concludere la prima manche.  
Il 2 dicembre 2007 ha partecipato per la prima volta a una gara di Coppa Europa, giungendo 33º nello slalom speciale tenutosi a Åre.  
L'anno seguente ha debuttato in Coppa del Mondo, prendendo parte allo slalom gigante d'apertura della stagione sul ghiacciaio di Sölden il 26 ottobre, senza concludere la prima manche.
Il 6 gennaio 2010 ha ottenuto la sua unica vittoria, nonché unico podio, in Nor-Am Cup, vincendo lo slalom gigante disputato sul tracciato di Sunday River.  
Lo stesso anno, il 27 novembre, ha conquistato il primo podio in Coppa Europa piazzandosi 3º nello slalom gigante di Trysil.
Il 13 marzo 2011 a Lillehammer Kvitfjell ha ottenuto i primi punti in Coppa del Mondo grazie al 26º posto nel supergigante.  
Si è ritirato al termine della stagione 2014‑2015: la sua ultima gara in Coppa del Mondo è stata il supergigante di Lillehammer Kvitfjell del 3 marzo 2013, dove si è classificato 17º, e la sua ultima gara agonistica è stata il supergigante dei Campionati norvegesi 2015 a Hemsedal, chiuso al 13º posto.  
In carriera non ha preso parte né a rassegne olimpiche né a iridate.

## Palmarès

### Coppa del Mondo
- Miglior piazzamento in classifica generale: 120º nel 2011[1]

### Coppa Europa
- Miglior piazzamento in classifica generale: 26º nel 2011[1]
- 1 podio:
  - 1 terzo posto[1]

### Nor-Am Cup
- Miglior piazzamento in classifica generale: 54º nel 2010[1]
- 1 podio:
  - 1 vittoria[3]

#### Nor-Am Cup – vittorie
| Data           | Località     | Paese       | Specialità |
| -------------- | ------------ | ----------- | ---------- |
| 6 gennaio 2010 | Sunday River | Stati Uniti | GS         |

Legenda:

GS = slalom gigante

### Australia New Zealand Cup
- Miglior piazzamento in classifica generale: 3º nel 2011[4]
- 1 podio:
  - 1 terzo posto[1]

### Campionati norvegesi
- 4 medaglie[5]:
  - 1 oro (slalom gigante nel 2009)
  - 1 argento (supergigante nel 2010)
  - 4 bronzi (slalom gigante nel 2010; supergigante nel 2011; supergigante nel 2012; supergigante nel 2013)